# Караманлу
Караманлу (азерб. Qaramanlı eli) — крупнейшее тюркское племенное объединение, входившее в состав кызылбашской племенной конфедерации.

## История
Предков этого племени А. Чингизоглу относил к Караман-беку Туркману.  Караман-бека было семь сыновей. Один из них Амир Яр Ахмед-бек Карамани.
Азербайджанская историческая традиция причисляет сельджукское племя караманлы получило свое название от самостоятельного княжества Караманлы, образовавшегося в результате распада сельджукского султаната в Анатолии. После присоединения княжества к Турецкой империи 1471 г. часть жителей этого княжества двинулась на северо-восток в пределы Азербайджана, где оставила о себе память в наименовании четырех селений Караманлы в уездах: Геокчайском, Шемахинском, Джеванширском и Джевадском.
Смерть (1405 год) великого Амир Тимура расшатала власть Тимуридов на Кавказе. Стремление избавиться от иноземного владычества охватило все слои населения Азербайджана. Во многих городах Азербайджана вспыхнули открытые восстания против Тимуридов. Ширваншах Ибрагим I, давно стремившийся к объединению азербайджанских земель под своей эгидой, поддерживал активные связи с жителями различных регионов Азербайджана. На помощь Ибрагиму I пришли со своими войсками владетель Шеки Сиди Ахмед, эмир Яр Ахмед из племени Караманлу в Гарабахе, владетель Ардабиля эмир Бистам Джагир из племени Джагирлу. Объединённые союзные войска, перейдя р. Куру, очистили от врага Гарабах, Гянджу, Барду.
Одновременно началось восстание в соседней Грузии, царь которой Георгий VII вступил в союз с ширваншахом..
В числе племен Кара-Коюнлу были Бахарлу, Саадлу, Караманлу, Алпаут, Духарлу, Джагирлу, Хаджилу, Агачери. Ведущими среди них являлись Бахарлу и Саадлу. Правления племенного союза Кара-Коюнлу основал Кара-Мухаммед (1380—1389 гг.).
Из племени Караманлу упомянуты только три оймака: в области «Аран-и Шамкур» и санджаке Ахистабад вилайета Гянджи, в которых издавна живут общины Караманлы и Кесеменли”.

### При Сефевидах
В числе соратников шейха Султана Али (старшего сына Хейдара, выступившего на стороне Рустема Ак-Коюнлу против Байсунгура, упоминаются тюркоязычные племена к а д ж а р (Карапири-бек Каджар), ш а м лу (Хусейн-бек Леле Шамлу) и караманлу (Рустем-бек Караманлу). Двое последних командовали правым флангом.
В августе 1499 г., когда тринадцатилетний сын шейха Хейдара выступил из Лахиджана в Ардебиль, его сопровождала свита из семи человек. Это были ближайшие соратники и советники Исмаила: Хусейн-бек Леле Шамлу, Абдул Али-бек Деде (Деде-бек), Хадим-бек Хулафа, Рустем-бек Караманлу, Байрам-бек Караманлу, Ильяс-бек Айгут-оглы Хунуслу и Карапири-бек Каджар. Через Дейлем они прибыли в Таром. При остановках в пути, как сообщает современник, к свите Исмаила присоединялись приверженцы из племен «Рума и Шама». В Тароме был произведен смотр кызылбашских сил, численность которых доходила уже до 1500 человек.
В конце 1500 г. в местности Джабани у крепости Гюлистан состоялась битва Исмаила с ширваншахом. На правом фланге кызылбашского войска стояли члены племени шамлу, на левом — устаджлу, а сам Исмаил занял место в центре; племена текели, румлу и зулькадар были назначены в дозор (чархчиян). В числе кызылбашских предводителей, принявших участие в битве, упоминаются следующие «столпы державы» с указанием племенной атрибуции: Абидин-бек тавачи Шамлу, Хусейн-бек Леле Шамлу, Мухаммед-бек Устаджлу, Ахмед-бек Суфи-оглу Устаджлу, Байрам-бек Караманлу, Кылыдж-бек Караманлу, Караджа Ильяс Байбуртлу (Джуш-мирза), Ильяс-бек Хунуслу, Солтаншах-бек Афшар, Дана-бек Афшар, Халил-бек мухрдар Афшар, Хусейн-бек суфречи Афшар, Пири-бек парваначи Афшар, Леле Мухаммед Текели, Бекр-бек Джагирлу, Пири-бек Каджар, Салман-бек Хазин Зулкадарлу.
Бабур отправил посольство к шахскому наместнику Балха, к Байрам-беку из азербайджанских тюрков Караманлу, прося оказать ему помощь. Байрам-бек послал Бабуру небольшой отряд в 300 человек храбрейших газиев, т. е. борцов за веру (в данном случае за шиизм), под начальством эмира Мухаммед Ширазия.
Гусам-султан — сын Байрам-бека Караманлу — кизылбашского правителя в Балхе. После гиждуванской битвы Гусам-султан бежал в Балх. оттуда в Фаряб, а затем вместе с Ага Ахмедом отступил в Иран .